# 斎藤馨 (財務・金融官僚)
斎藤 馨（さいとう かおる）は、日本の財務・金融官僚。

## 来歴
東京大学経済学部卒業。1990年4月 大蔵省に入省（理財局総務課）。1991年 理財局資金第一課。1994年7月 主税局調査課企画第一係長。1996年7月 武生税務署長。2001年7月 財務省大臣官房文書課長補佐（審査）。2012年6月から2015年7月まで金融担当大臣秘書官（事務担当）。2015年7月 金融庁総務企画局市場課長。2017年7月 金融庁総務企画局政策課長。2018年7月17日 金融庁総合政策局総務課長。2019年7月5日 金融庁総合政策局参事官（監督局担当）。2020年7月 金融庁証券取引等監視委員会事務局次長。2022年6月24日 預金保険機構金融再生部長。2025年7月1日、金融庁証券取引等監視委員会事務局長。

## 職歴
- 1990年4月：大蔵省に入省（理財局総務課）[1]
- 1991年：理財局資金第一課[2]
- 1994年7月：主税局調査課企画第一係長[3][1]
- 1996年7月：武生税務署長
- 1997年7月：銀行局総務課長補佐（住宅金融債権管理機構等）[6]
- 1998年：金融監督庁監督部保険監督課長補佐（生保一、損保一）
- 1999年：金融監督庁監督部保険監督課長補佐（モニタリング）[7]
- 2001年7月：財務省大臣官房文書課長補佐（審査）[4]
- 2004年7月：理財局国債企画課長補佐（総括、企画、調査、法規）[7]
- 2006年：理財局財政投融資総括課企画調整室長 兼 理財局財政投融資総括課長補佐（総括、企画、財務分析）[7]
- 2007年：理財局総務課長補佐（総括、文書）[7]
- 2008年7月：金融庁総務企画局総務課管理室長 兼 金融庁総務企画局総務課情報化・業務企画室長
- 2009年7月：金融庁監督局総務課金融会社室長
- 2010年7月：金融庁総務企画局政策課企画官 兼 金融庁総務企画局企業開示課開示業務室長
- 2011年8月：金融庁監督局総務課協同組織金融室長
- 2011年11月：金融庁証券取引等監視委員会事務局開示検査課長
- 2012年6月：金融庁総務企画局付 兼 松下忠洋金融担当大臣秘書官（事務担当）
- 2012年10月：金融庁総務企画局付 兼 中塚一宏金融担当大臣秘書官（事務担当）
- 2012年12月：金融庁総務企画局付 兼 麻生太郎金融担当大臣秘書官（事務担当）
- 2015年7月：金融庁総務企画局市場課長
- 2017年7月：金融庁総務企画局政策課長
- 2018年7月：金融庁総合政策局総務課長
- 2019年7月：金融庁総合政策局参事官（監督局担当）
- 2020年7月：金融庁証券取引等監視委員会事務局次長
- 2022年6月：預金保険機構金融再生部長。
- 2025年7月1日：金融庁証券取引等監視委員会事務局長[5]